# Mofette

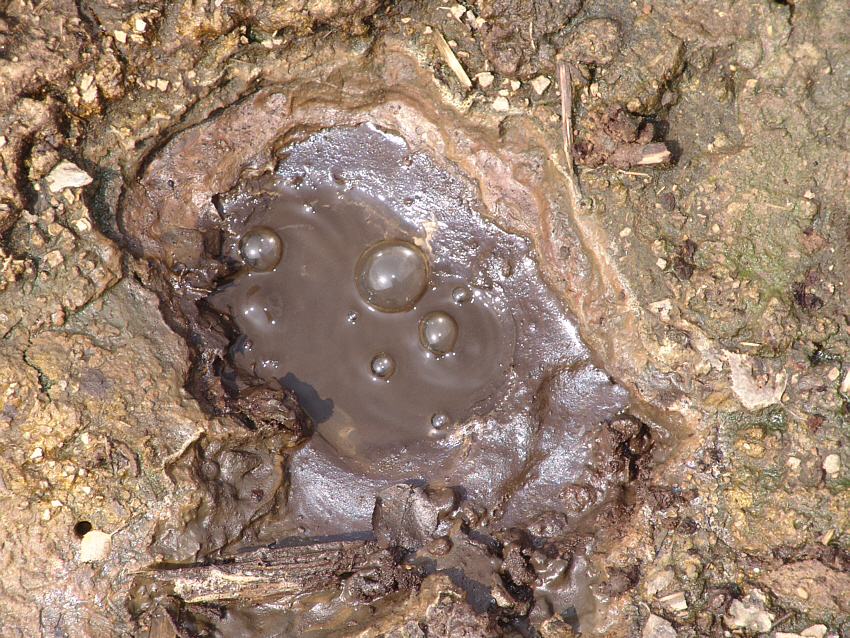
Mofette im Soos (Tschechien)

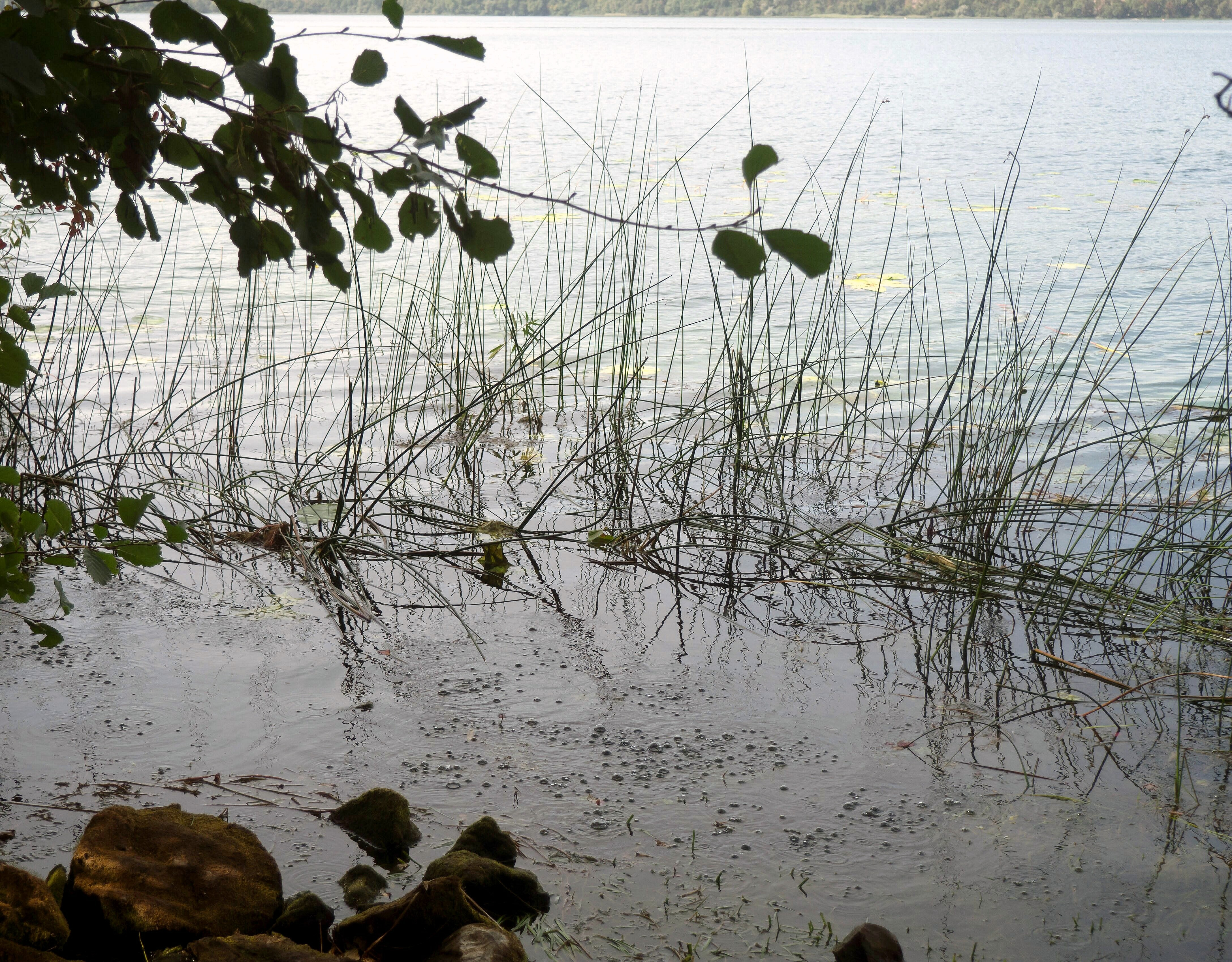
Mofetten am Ostufer des Laacher Sees in der Vulkaneifel

Eine Mofette ist der Austrittspunkt von Kohlenstoffdioxid (CO2) aus dem Boden mit Temperaturen unter 100 °C. Sie ist damit eine Unterart der Fumarole und wird als Begleiterscheinung von Vulkanismus angesehen.
Der Name Mofette leitet sich vom italienischen Wort mofeta ab, das vom lateinischen mefitis oder mephitis stammt. Es bedeutet so viel wie „schädliche Ausdünstung“.
Neben Kohlenstoffdioxid können die Austrittsgase von Mofetten auch Methan (CH4) und Schwefelwasserstoff (H2S) enthalten, in Spuren auch Helium und andere Edelgase. Sie können das umgebende Gestein an Störungen chemisch verändern. Enthält das Gas Schwefelwasserstoffanteile, erinnert der Geruch an faulende Eier.

## Erscheinungsbild
Mofetten können je nach dem umgebenden Erdreich und dem Wasseraustritt aus der Quelle unterschiedliche äußere Erscheinungsbilder haben. Das Spektrum reicht von trockenen Gasquellen bis zu kohlenstoffdioxidhaltigen Mineralquellen. Relativ trockene Mofetten ohne oder mit geringem Wasseraustritt können insbesondere nach Niederschlägen Schlammtöpfen sehr ähnlich sehen, sie werden immer wieder fälschlicherweise als kleine Schlammvulkane bezeichnet.
Werden Mofetten aufgebohrt und verrohrt (d. h. wird ein stabiler Kanal gebaut), so kann sich unter bestimmten Voraussetzungen ein Kaltwassergeysir bilden; ein Beispiel dafür ist der Wallende Born in der Eifel. Kaltwassergeysire sind jedoch meist zumindest teilweise menschliche Bauwerke.
Pflanzen sterben an einem Mofettenstandort ab oder sind deutlich im Wuchs gehemmt. Oftmals ist der Boden frei von jeglicher Vegetation. In Mitteleuropa tolerieren nur wenige Pflanzen den Standort. Dazu gehören Sumpfpflanzen wie das Schilfrohr, die sich an die sauerstoffarmen Böden anpassen. Die Sumpf-Segge wächst in einem Mofettengebiet nur an Stellen mit extrem hoher Gaskonzentration.
Tiere findet man zumeist tot oder sterbend in Mofettengebieten. Häufig verenden weitere Tiere, die sichere Beute in den Tierkadavern erahnen und sich in der Mofette aufhalten. Es wurde beobachtet, dass die Erdhügel und die damit verbundenen unterirdischen Gänge von Maulwürfen an den Außengrenzen einer Mofette enden, an der die Kohlenstoffdioxidkonzentration noch niedrig genug ist.

## Gefahren
Das aus Mofetten austretende Kohlenstoffdioxid kann sich in Senken ansammeln und die Luft verdrängen. Insbesondere in den Morgenstunden kommt es zu hohen Konzentrationen in Bodennähe. Wenn die Sonne den Boden erwärmt, steigt es auf und die Konzentration fällt rapide (Beispiel: die Bossoleto-Quelle in der Toscana). In bestimmten Landschaftsformen, in denen das Gas nicht so schnell abfließen kann, kann eine Mofette zur Gefahr für Mensch und Tier werden. Lebewesen sterben nach kurzer Zeit an Sauerstoffmangel oder durch die Ansäuerung des Blutes. In der Nähe von Mofetten finden sich daher oftmals für längere Zeit unzersetzt bleibende Tierkadaver.
Eine in diesem Zusammenhang bekannt gewordene Mofette ist die Hundsgrotte bei Agnano (einer Caldera) in den Phlegräischen Feldern (italienisch Campi Flegrei) westlich von Neapel. Sie wird so genannt, weil sich das in dieser absteigenden Grotte austretende Kohlenstoffdioxid wegen seines hohen spezifischen Gewichts dort ansammelt und hineingeratene Tiere erstickt, wie an Hunden beobachtet wurde. Nach dem Zweiten Weltkrieg von den US-Amerikanern wegen der Gefährlichkeit zugemauert, ist die Vermauerung inzwischen wieder entfernt und die Grotte durch ein Stahlgitter gegen Unfälle gesichert.

## Vorkommen
Bekannte Mofetten in Deutschland gibt es im Laacher See und in der Kyll bei Gerolstein (beides in der Vulkaneifel) und in der Dunsthöhle bei Bad Pyrmont sowie am oberen Neckar bei Eyach. In der Eifel gibt es neben zahllosen Mofetten auch die Kaltwassergeysire Geysir Andernach und Wallender Born.
Mofetten treten weiter u. a. im heutigen sächsisch-bayrisch-böhmischen Grenzland auf, so im Naturschutzgebiet Soos.
Das Verhältnis zwischen den Isotopen Helium-3 und Helium-4 wird als Hinweis darauf angesehen, aus welcher Tiefe die Gase der Mofette stammen. Veränderungen im Isotopenverhältnis, wie sie in der Bublák-Mofette am Fleißenbach im Egerer Becken gemessen werden, gelten als Indikator für geologische mit dem Vulkanismus zusammenhängende Aktivitäten. Weiterhin ist bekannt, dass sich bodennahe Magmakammern u. a. des Ätnas bis zu sechs Monate vor einer Eruption mit Kohlenstoffdioxid füllen. Das Gas löst sich schlecht in den Magmen und gast an die Erdoberfläche. Durch die verstärkte Mofettentätigkeit und die erhöhte Konzentration von Kohlenstoffdioxid können bevorstehende vulkanische Aktivitäten erkannt werden.
Mofetten kommt ähnlich Geysiren eine gewisse Bedeutung bei der Erdbebenforschung zu. So wird oftmals beobachtet, dass sich Gaszusammensetzung und -austrittsmengen während kleinerer Vorbeben durch entstehende Risse und Klüfte im Gestein verändern und so größere Erdbebenaktivitäten ankündigen können.
Weitere aktive Mofetten finden sich in Griechenland auf der Vulkanhalbinsel Methana (deren Name wohl von den Gasen stammt, griechisch μεθάνιο αέριο „Methangas“), auf der Insel Milos, der Insel Santorini und besonders im hydrothermalen Krater Stefanos auf Nisyros.

## Nutzung
Das aus Mofetten ausströmende Kohlenstoffdioxid wird hauptsächlich in Wasser gelöst als Kohlensäure in Mineralwässer und sonstigen Erfrischungsgetränken genutzt. Die mineralreichen Wässer der Eifel, deren Quellkohlensäure den vulkanischen Aktivitäten zu verdanken ist, werden weltweit verkauft. Bereits Ende des 18. Jahrhunderts wurde bis in 500 Metern Tiefe Kohlensäure erbohrt. Mit einem Patent von Wilhelm Carl Raydt im Jahr 1880 war es möglich, die gewonnene Kohlensäure zu verflüssigen und die Lagerung und den Transport damit zu erleichtern.
Um Kohlenstoffdioxid zu gewinnen, wurde das ausströmende Gas aus Bohrungen oder trockenen Mofetten anfangs mit halbkugelförmigen Metallkuppeln aufgefangen und mithilfe von Pumpen abgesaugt. Mittlerweile wird Wasser entgegen dem aufsteigenden Gas in Bohrungen gepresst. Ist das Wasser ausreichend mit Kohlenstoffdioxid angereichert, wird es in einem Ausscheidevorgang an der Erdoberfläche rückgewonnen.
Unter kontrollierten Bedingungen werden Mofetten in der Balneologie, also in Form von Heilgasen, genutzt. Quellgas-Therapien werden hauptsächlich in Rumänien, aber auch im deutschen Staatsbad Pyrmont angeboten. Die Mofetten werden eingefasst, umbaut und mit Treppen versehen.